# Ville Ritola
Vilho Eino (Ville) Ritola (Peräseinäjoki, 18 januari 1896 – Helsinki, 24 april 1982), bijgenaamd Peräseinäjoen Susi (De wolf uit Peräseinäjoki), was een Finse atleet, die vooral zeer succesvol was op de lange afstanden. Hij stond internationaal bekend als een van de "Vliegende Finnen". Hij won in totaal vijf olympische gouden medailles.

## Biografie

### Emigratie naar de VS
Ritola was geboren in Peräseinäjoki, in Finland en hij emigreerde op zeventienjarige leeftijd naar de Verenigde Staten om zich daar bij zijn zeven zussen te voegen, die al eerder geëmigreerd waren.
In de Verenigde Staten sloot Ritola zich aan bij de Fins-Amerikaanse Atletiek Club. Hij trainde daar samen met Hannes Kolehmainen, die ook naar de Verenigde Staten was vertrokken na zijn overwinning tijdens de Olympische Spelen van 1912. Kolehmainen probeerde de jonge Ritola over te halen om deel te nemen voor het Finse team dat werd afgevaardigd naar Olympische Spelen van 1920. Ritola vond zichzelf echter nog niet sterk genoeg en bedankte voor de eer.
Opmerkelijk genoeg deed de hard trainende Ritola voor het eerst van zich spreken in de marathon van Boston van 1922, waarin hij in 2:21.44 tweede werd achter Clarence DeMar, die met 2:18.10 zijn tweede van in totaal zeven overwinningen behaalde in deze wedstrijd.

### Viermaal goud, tweemaal zilver
Voor de Olympische Spelen van Parijs in 1924 was hij wel klaar en hij won viermaal goud en twee keer zilver. Zijn eerste titel won hij op de 10.000 m, waarin hij met ruim een halve ronde voorsprong won en zijn eigen wereldrecord met meer dan twaalf seconden verbeterde. Drie dagen later won Ritola de 3000 m steeplechase, een onderdeel waarop hij tot dat moment nooit eerder was uitgekomen. Op de 5000 m, die een dag later werd gelopen, werd hij tweede achter zijn landgenoot Paavo Nurmi. Ook op in het veldlopen eindigde hij als tweede achter de ontketende Nurmi. Samen maakten zij deel uit van het winnende Finse team bij het veldlopen. Ten slotte zegevierden Nurmi en Ritola eveneens op de 3000 m voor landenteams. In totaal had Ritola in Parijs in een tijd van acht dagen even zovele races gelopen.
De twee grote mannen van de Finse atletiekploeg, die elkaar in Parijs op de baan voor het eerst ontmoetten, gingen, ondanks hun successen, echter bepaald niet als vrienden met elkaar om. Waar mogelijk distantieerde de van nature toch al zwijgzame Nurmi zich van zijn landgenoot, die hij maar half als zodanig beschouwde. Ritola woonde immers in de Verenigde Staten en dat gegeven isoleerde hem enigszins binnen de ploeg.
In 1925 leverde Ville Ritola, terug in de Verenigde Staten, vooral indoor enkele opmerkelijke prestaties. Zo liep hij op de 2 Engelse mijl de beste wereldtijd van 9.03¾ en realiseerde hij bij een andere gelegenheid op de 5000 m een indoortijd van 14.23,2, wat op dat moment vijf seconden sneller was dan het wereldrecord op buitenbanen van Paavo Nurmi.

### Vijfde gouden medaille
Bij de Olympische Spelen van Amsterdam in 1928 waren het opnieuw Nurmi en Ritola die domineerden op de lange afstanden. Ritola werd tweede achter Nurmi op de 10.000 m. Tijdens de 5000 m waren de rollen omgedraaid en wist Ritola de vijfde gouden medaille in zijn olympische carrière te winnen. Gedurende de finalerace liep Ritola op kop, met Nurmi in zijn kielzog. Terwijl velen dachten dat Nurmi op het beslissende moment opnieuw zou toeslaan op weg naar zijn tiende gouden medaille, moest Nurmi ditmaal zijn landgenoot laten gaan. Ritola won de uitputtingsslag met een verschil van 2,4 seconden, terwijl Nurmi, die anders nooit liet zien hoe moe hij was, ditmaal zo uitgeput was dat hij liggend in het gras moest bijkomen.
Ville Ritola, die zich alleen in 1924 en 1928 in Finland liet zien en nooit aan de Finse kampioenschappen deelnam, beëindigde zijn actieve atletiekcarrière na de Olympische Spelen in 1928. In 1971 keerde hij terug naar zijn geboorteland Finland. Hij overleed in 1982 op 86-jarige leeftijd in Helsinki.

## Titels
- Olympisch kampioen 5000 m - 1928
- Olympisch kampioen 10.000 m - 1924
- Olympisch kampioen 3000 m steeplechase - 1924
- AAU kampioen 6 mijl - 1927
- AAU kampioen 10 mijl - 1922, 1923, 1925, 1926, 1927
- AAU kampioen 2000 yard steeplechase - 1923, 1926, 1927
- AAU kampioen veldlopen - 1922, 1923, 1925, 1926, 1927

## Palmares

### 3000 m
- 1924:  OS (landenteams)

### 5000 m
- 1924:  OS - 14.31,4
- 1928:  OS - 14.38,0

### 10.000 m
- 1924:  OS - 30.23,2
- 1928:  OS - 30.19,4

### 3000 m steeplechase
- 1924:  OS - 9.33,6

### marathon
- 1922:  Boston Marathon - 2:21.44,8

### veldlopen
- 1924:  OS (individueel) - 34.19,4
- 1924:  OS (landenteams)

1912: Hannes Kolehmainen ·
1920: Joseph Guillemot ·
1924: Paavo Nurmi ·
1928: Ville Ritola ·
1932: Lauri Lehtinen ·
1936: Gunnar Höckert ·
1948: Gaston Reiff ·
1952: Emil Zátopek ·
1956: Vladimir Koets ·
1960: Murray Halberg ·
1964: Bob Schul ·
1968: Mohammed Gammoudi ·
1972: Lasse Virén ·
1976: Lasse Virén ·
1980: Miruts Yifter ·
1984: Saïd Aouita ·
1988: John Ngugi ·
1992: Dieter Baumann ·
1996: Vénuste Niyongabo ·
2000: Millon Wolde ·
2004: Hicham El Guerrouj ·
2008: Kenenisa Bekele ·
2012: Mo Farah ·
2016: Mo Farah ·
2020: Joshua Cheptegei ·
2024: Jakob Ingebrigtsen
1912: Hannes Kolehmainen ·
1920: Paavo Nurmi ·
1924: Ville Ritola ·
1928: Paavo Nurmi ·
1932: Janusz Kusociński ·
1936: Ilmari Salminen ·
1948: Emil Zátopek ·
1952: Emil Zátopek ·
1956: Vladimir Koets ·
1960: Pjotr Bolotnikov ·
1964: Billy Mills ·
1968: Naftali Temu ·
1972: Lasse Virén ·
1976: Lasse Virén ·
1980: Miruts Yifter ·
1984: Alberto Cova ·
1988: Brahim Boutayeb ·
1992: Khalid Skah ·
1996: Haile Gebrselassie ·
2000: Haile Gebrselassie ·
2004: Kenenisa Bekele ·
2008: Kenenisa Bekele ·
2012: Mo Farah ·
2016: Mo Farah ·
2020: Selemon Barega ·
2024: Joshua Cheptegei
1920: Percy Hodge ·
1924: Ville Ritola ·
1928: Toivo Loukola ·
1932: Volmari Iso-Hollo ·
1936: Volmari Iso-Hollo ·
1948: Tore Sjöstrand ·
1952: Horace Ashenfelter ·
1956: Chris Brasher ·
1960: Zdzisław Krzyszkowiak ·
1964: Gaston Roelants ·
1968: Amos Biwott ·
1972: Kipchoge Keino ·
1976: Anders Gärderud ·
1980: Bronisław Malinowski ·
1984: Julius Korir ·
1988: Julius Kariuki ·
1992: Matthew Birir ·
1996: Joseph Keter ·
2000: Reuben Kosgei ·
2004: Ezekiel Kemboi ·
2008: Brimin Kipruto ·
2012: Ezekiel Kemboi ·
2016: Conseslus Kipruto ·
2020: Soufiane El Bakkali ·
2024: Soufiane El Bakkali
1912: Tell Berna, George Bonhag, Abel Kiviat, Louis Scott, Norman Taber ·
1920: Horace Brown, Michael Devaney, Ivan Dresser, Arlie Schardt, Lawrence Shields ·
1924: Elias Katz, Frej Liewendahl, Paavo Nurmi, Ville Ritola, Eino Seppälä, Sameli Tala
1912: Hjalmar Andersson, John Eke, Josef Ternström ·
1920: Teodor Koskenniemi, Heikki Liimatainen, Paavo Nurmi ·
1924: Heikki Liimatainen, Paavo Nurmi, Ville Ritola
- Bibliothèque nationale de France: cb170698718 (data)
- World Athletics: 14561864
- International Standard Name Identifier: 0000 0000 3850 2787
- Library of Congress Control Number: n98089614
- Virtual International Authority File: 46082587
- WorldCat: E39PBJdrF8DpjwMXqhX99BqbBP